# Янков-Мост
Янков-Мост (серб. Јанков Мост, румын. Iancăid, венг. Jankahíd) — населённый пункт в Сербии, в Воеводине, Средне-Банатском округе, общине Зренянин.

## Население
В селе проживает 636 жителей, из которых совершеннолетних 543. Средний возраст — 48,2 года (мужчины — 45,3 года, женщины — 51,2 года). В населённом пункте 237 домохозяйств, среднее число членов в которых — 2,68 (перепись 2022 года).

## История
Впервые упоминается как Iancahid в 1221 году.: это имя и переводится с венгерского языка на сербский как Янков Мост. Банатский историк Феликс Милекер из Вршаца писал: «Дезидериу, епископ Сенады, покинул приход Итебейс и путешествовал по Янкахиду». 
Янков Мост — одно из старейших поселений в муниципалитете Зренянин. В письменных источниках XIV века он был известен как Passin Jankait. В 1660 г. упоминалось, что в этой местности находятся 3 поселения румын и православных сербов: Jancait, Multvelin и Pessin Jancait. Позже, в XVIII веке, село стало называться Nagy Jankahid (Большой Янков Мост) и Kiss Jankahid (Малый Янков Мост). В 1747 г. деревня была колонизирована румынами из округа Марамарош. Они прибыли из села Бешенова: одним из доказательств этого является то, что большинство жителей Jankahid носят фамилию Бесу. 

На протяжении последних столетий деревня была собственностью многих помещиков, а в 1781 году деревню и пастбище рядом купил граф Лазарь Лукач, который купил и деревню Эчка. 1838 г. деревня переходит в собственность Лазаря Жигмонда, а затем графа Хернонкура.